# 八堂駅
八堂駅（パルダンえき）は大韓民国京畿道南楊州市瓦阜邑にある、韓国鉄道公社（KORAIL）の駅。
乗り入れている路線は線路名称上は中央線であるが、当駅には広域電鉄の京義・中央線電車のみが停車する。駅番号はK128。

## 歴史
- 1939年4月1日 - 開業。
- 2006年12月4日 - 旧駅舎が登録文化財に登録される。
- 2007年12月27日 - 中央電鉄線（京義・中央線の前身）が当駅まで延伸開業、それに伴い同日より旅客列車の客扱いを中止。
- 2008年12月29日 - 中央電鉄線が当駅から菊秀駅まで延伸開業。
- 2014年12月27日 - 京義電鉄線（龍山線）が孔徳駅から龍山駅まで開通し、中央電鉄線と直通を開始。同時に双方の路線名を「首都圏電鉄京義・中央線」とする。

## 駅構造
島式ホーム2面4線の高架駅。

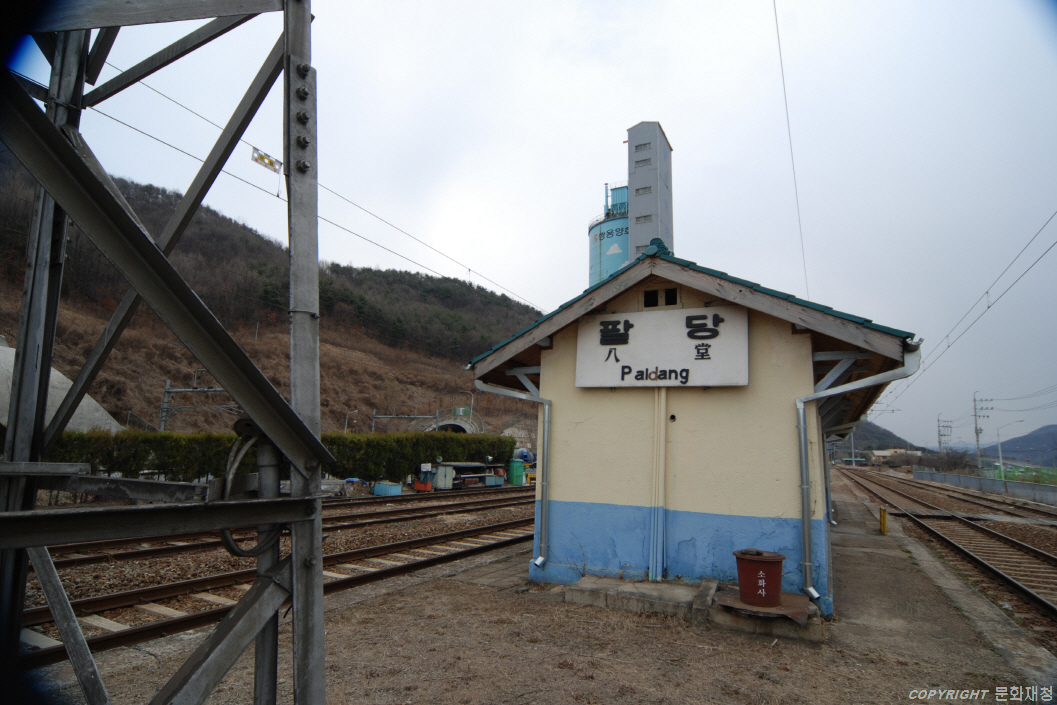
旧駅舎
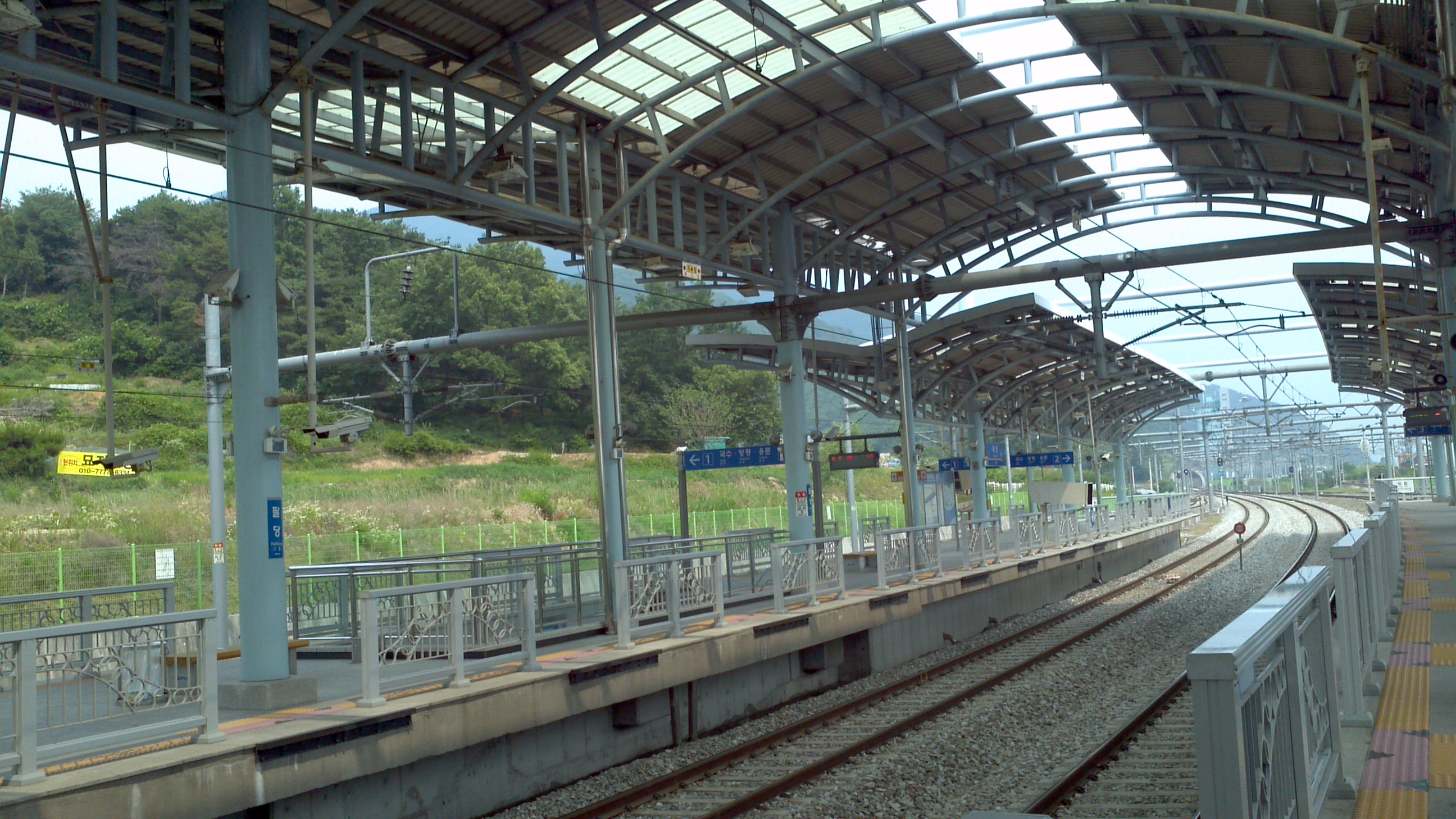
現在のホーム(2012年6月)

## 利用状況
近年の一日平均利用人員推移は下記のとおり。なお、2007年は開業日の12月27日から12月31日までの5日間の平均である。
| 路線         | 路線     | 2000年 | 2001年 | 2002年 | 2003年 | 2004年 | 2005年 | 2006年 | 2007年 | 2008年 | 2009年 | 出典  |
| ------------ | -------- | ------ | ------ | ------ | ------ | ------ | ------ | ------ | ------ | ------ | ------ | ----- |
| 京義・中央線 | 乗車人員 | 未開業 | 未開業 | 未開業 | 未開業 | 未開業 | 未開業 | 未開業 | 934    | 1,331  | 777    | [ 1 ] |
| 京義・中央線 | 降車人員 | 未開業 | 未開業 | 未開業 | 未開業 | 未開業 | 未開業 | 未開業 | 1,198  | 1,383  | 789    | [ 1 ] |
| 路線         | 路線     | 2010年 | 2011年 | 2012年 | 2013年 | 2014年 | 2015年 | 2016年 | 2017年 | 2018年 | 2019年 | 出典  |
| 京義・中央線 | 乗車人員 | 776    | 800    | 847    | 928    | 983    | 953    | 878    | 1,067  | 1,018  | 1,008  | [ 1 ] |
| 京義・中央線 | 降車人員 | 807    | 847    | 892    | 970    | 1,017  | 949    | 863    | 1,054  | 1,016  | 1,022  | [ 1 ] |
| 路線         | 路線     | 2020年 | 2021年 | 2022年 | 2023年 |        |        |        |        |        |        |       |
| 京義・中央線 | 乗車人員 | 915    | 968    | 985    | 961    |        |        |        |        |        |        |       |
| 京義・中央線 | 降車人員 | 942    | 1,011  | 1,041  | 997    |        |        |        |        |        |        |       |

## 駅周辺
- 南楊州歴史博物館
- 漢江
- 八堂大橋（朝鮮語版）
- スターフィールド河南

## 隣の駅
韓国鉄道公社
 京義・中央線
急行
通過
緩行
陶深駅 (K127) - 八堂駅 (K128) - 雲吉山駅 (K129)